# Viàs
Vias (en occità Viàs) és un municipi occità del Llenguadoc, del departament de l'Erau, regió d'Occitània.